# Zeche Sprockhövel
Die Zeche Sprockhövel war ein Steinkohlenbergwerk im Sprockhöveler Stadtteil Niedersprockhövel. Das Bergwerk ist aus der Konsolidation von mehreren zuvor eigenständigen Bergwerken entstanden. Die Zeche Sprockhövel war mit einer Beteiligungsziffer von 0,36 Mitglied des Rheinisch-Westfälischen Kohlen-Syndikats.

## Geschichte

### Die Anfänge
Im Oktober des Jahres 1880 konsolidierten die Zechen Aschermittwoch, Vereinigte Neue St. Melchior, Johann Mathias, Frischgewagt ins Westen, Johann Mathias ins Osten, St. Peter, Vogelbruch, Vereinigte Wildenberg & Vogelbruch, Froschbank, Luchsbank, Knappbank, Fuchsbank und Diefhausen zur Zeche Sprockhövel. Es wurde eine neue Gewerkschaft mit dem Namen Sprockhövel gegründet. Die Berechtsame umfasste nach der Konsolidation zwölf Längenfelder und neun Geviertfelder. Es wurde auf der Stollensohle der Zeche Vogelbruch im Stollenbau abgebaut. Zur Förderung wurde der übernommene Schacht der Zeche Frosch genutzt. Der Betrieb der Zeche wurde jedoch mehrfach unterbrochen und hatte auch nur geringe Bedeutung. Nach diesen anfänglichen Misserfolgen plante man, den Kohlenabbau in die alte Mulde der ehemaligen Zeche Frosch zu verlegen. Um dieses Vorhaben zu verwirklichen, wurde ein Kapitalstock von 1,5 Millionen Mark angelegt. Im Jahr 1896 wurde in der Mulde des Feldes Frosch begonnen, einen Schacht abzuteufen. Der Ansatzpunkt dieses Schachtes befand sich etwa einen Kilometer östlich vom Bahnhof Sprockhövel. Mit dem Abteufen dieses Schachtes wurde der Anfang für eine neue Tiefbauzeche gemacht. Im selben Jahr wurden die Felder Zuversicht und Rockershausen erworben. Die Berechtsame umfasste nun zwölf Längenfelder und neun Geviertfelder, außerdem war das Bergwerk an 13 Längenfeldern beteiligt. Im Jahr 1897 traf man bei den Teufarbeiten auf wasserführende Schichten. Die starken Wasserzuflüsse konnten die vorhandenen Pumpen nicht beherrschen. Aufgrund dessen versoff der Schacht bei einer Teufe von 138 Metern. Bis zum Jahresende konnte der Schacht noch nicht gesümpft werden. Das Bergwerk gehörte zu dieser Zeit zum Bergrevier Witten. Im darauffolgenden Jahr wurde der Schacht gesümpft und anschließend wurden die Teufarbeiten weiter fortgeführt. Noch im selben Jahr wurde bei einer Teufe von 229 Metern die 1. Sohle angesetzt.

### Der Betrieb im Tiefbau
Im Jahr 1899 wurde mit der Förderung begonnen. Nur wenige Monate danach hatten die Gewerken im Jahr 1900 mit weiteren Problemen zu kämpfen. Der 200 Meter vom Schacht entfernte Nordflügel war komplett zerrissen und unbauwürdig. Im selben Jahr wurde begonnen, im Feld Zuversicht verbotswidrig abzubauen. Um ein neues Baufeld zu erschließen, wurde ein Querschlag bis in den Südflügel aufgefahren. Allerdings waren auch im Südflügel nur geringe Kohlenvorräte vorhanden. Das Flöz Hauptflöz war bereits teilweise durch andere Bergwerke abgebaut worden. Das dort noch vorhandene Flöz Wasserbank hatte nur einen 0,5 Meter mächtigen bauwürdigen Kohlestreifen in der Unterbank. Auch unterhalb der Bausohle waren nur geringe Vorräte vorhanden. Im Jahr 1901 wurde ein Abhauen erstellt. Das Abhauen wurde benötigt, um die 2. Sohle aufzuschließen. In diesem Jahr wurden 15 Feierschichten eingelegt. Am 2. Januar des Jahres 1902 wurde eine Brikettfabrik in Betrieb genommen. Im Jahr 1903 wurde mit Zustimmung des Bergamtes im Unterwerksbau abgebaut. Allerdings war dieser Abbau aus wirtschaftlichen Gründen nicht tragbar. In diesem Jahr wurde eine Leistung von 0,6 Tonnen pro Mann und Schicht erbracht. Der Betrieb des Bergwerks blieb auch weiterhin unwirtschaftlich, sodass ständig Zubußen gezahlt werden mussten.

### Die letzten Jahre bis zur Übernahme
Im Jahr 1904 wurde der verbotswidrige Abbau im Feld Zuversicht beendet. Noch im selben Jahr machte die Gewerkschaft Königsborn der Gewerkschaft Sprockhövel das Angebot, die Kuxe abzukaufen. Auf der Gewerkenversammlung der Gewerkschaft Sprockhövel vom 18. April desselben Jahres wurde der Beschluss gefasst, das Angebot der Gewerkschaft Königsborn anzunehmen und die Kuxe der Gewerkschaft Sprockhövel an die Zeche Königsborn zu verkaufen. Im selben Jahr übernahm die Königsborn AG die Zeche Sprockhövel. Zu diesem Zeitpunkt waren zwei Schächte vorhanden. Durch den Ankauf der Zeche Sprockhövel erhöhte sich für die Zeche Königsborn der Anteil am Rheinisch-Westfälischen Kohlen-Syndikat. Zunächst wurden noch die bereits vorgerichteten Kohlenvorräte der Zeche Sprockhövel abgebaut. Am 1. April des Jahres 1905 wurde das Bergwerk dann stillgelegt. Die Gründe für diese Stilllegung waren zum einen die ständigen Zahlungen von Zubuße und zum anderen der hohe Zufluss von Grubenwasser. Durch die Stilllegung verloren 400 Arbeitnehmer ihren Arbeitsplatz. Noch im selben Jahr wurden die Tagesanlagen und auch die Brikettfabrik abgebrochen. Im Jahr 1908 wurde die nichtkonsolidierte Berechtsame verkauft. Im Jahr 1911 wurde im restlichen Grubenfeld geringfügiger Abbau betrieben. Am 12. September des Jahres 1916 wurde der konsolidierte Teil des Grubenfeldes von der Zeche Johannessegen übernommen.

### Förderung und Belegschaft
Auf der Zeche Sprockhövel wurde in den Sprockhöveler Schichten Magerkohle abgebaut. Die ersten Belegschaftszahlen stammen aus dem Jahr 1896, damals waren 48 Bergleute auf der Zeche beschäftigt. Die ersten Förderzahlen stammen aus dem Jahr 1899, damals wurde mit 123 Bergleuten eine Förderung von 12.322 Tonnen Steinkohle erbracht. Im Jahr 1900 wurden 44.000 Tonnen Steinkohle gefördert, die Belegschaftsstärke lag in diesem Jahr bei 242 Beschäftigten. Im Jahr 1903 waren 412 Mitarbeiter auf dem Bergwerk beschäftigt, es wurden 76.925 Tonnen Steinkohle gefördert. Im Jahr 1904 wurden 99.162 Tonnen Steinkohle gefördert, dies war gleichzeitig auch die maximale Förderung des Bergwerks. Die Belegschaftsstärke lag in diesem Jahr bei 337 Beschäftigten. Dies waren zugleich auch die letzten Förder- und Belegschaftszahlen des Bergwerks.

## Heutiger Zustand
Heute ist die ehemalige Zeche Sprockhövel die Station 19 des Bergbaurundwanderwegs Alte-Haase-Weg (Süd).